# Sataspes javanica
Sataspes javanica är en fjärilsart som beskrevs av Walter Karl Johann Roepke 1941. Sataspes javanica ingår i släktet Sataspes och familjen svärmare. Inga underarter finns listade.